# Elon Musk
Elon Reeve Musk, född 28 juni 1971 i Pretoria, Sydafrika, är en sydafrikansk-amerikansk-kanadensisk entreprenör och industrimagnat. 
Musk är VD och CTO för SpaceX, VD och produktarkitekt på Tesla, samt ägare av X (tidigare Twitter) och VD för Neuralink. Han har grundat SpaceX, Starlink, xAi, Neuralink och The Boring Company och är medgrundare till OpenAI. Han var även en av grundarna till X.com, som senare gick samman med Confinity och blev PayPal.
Musk har flera gånger utsetts till världens rikaste person av Forbes, senast i mars 2025 med en förmögenhet på 344.3 miljarder dollar. Som högst var hans förmögenhet dock år 2024 över 421 miljarder dollar, vilket motsvarade cirka 72% av Sveriges BNP samma år. År 2021 utsågs han till "Person of the Year" av Time Magazine.
Han var mellan januari och maj 2025 seniorrådgivare till USA:s 47:e president Donald Trump. Under hans tid i Vita huset var han främst involverad i effektiviseringsdepartement, som är ansvarig för att se till att den federala statsmaktens finanser används effektivt.

## Uppväxt

### Barn och ungdomsår
Elon Musk föddes 1971 i Pretoria i Sydafrika som son till Errol Musk, en sydafrikansk elektromekanisk ingenjör, och Maye Musk (född Haldeman), en dietist och fotomodell från Kanada. Efter att föräldrarna skilde sig 1980 bodde Musk mestadels hos sin far på olika platser i Sydafrika.
Vid tio års ålder började Musk använda Commodore VIC-20. Han lärde sig datorprogrammering och vid tolv års ålder sålde han koden till TV-spelet kallat Blastar till en tidning som heter PC and Office Technology för cirka 500 amerikanska dollar. En version av spelet är tillgänglig på webben.
Musk gick först på den engelskspråkiga privata pojkskolan Waterkloof House Preparatory School och sedan på den statliga skolan Pretoria Boys High School. Därefter flyttade han från Sydafrika till Kanada i juni 1989, strax före sin 18-årsdag, efter att ha erhållit kanadensiskt medborgarskap tack vare att hans mor är född i Kanada.

### Universitet
Vid 19 års ålder blev Elon Musk antagen till Queens University i Kingston i Ontario, Kanada för studier på grundnivå. 1992, efter att ha tillbringat två år på Queens University, fortsatte Musk vid University of Pennsylvania i USA. Där tog han, 24 år gammal, en kandidatexamen i fysik på Penn College of Arts and Sciences och en kandidatexamen i nationalekonomi vid Wharton School. Musk stannade ett år för att avsluta sin andra kandidatexamen. När han gick på University of Pennsylvania hyrde Musk och kollegan Adeo Ressi ett 10-sovrums "fraternity house" och använde detta som en inofficiell nattklubb. 1995, vid 24 års ålder, flyttade Musk till Kalifornien för att påbörja en doktorandutbildning i tillämpad fysik vid Stanford University, men lämnade programmet efter två dagar för att fullfölja sina entreprenöriella ambitioner inom internet, förnybar energi och yttre rymden. År 2002 blev han amerikansk medborgare.

## Karriär
1995 grundade han företaget Zip2, vars affärsidé var att tillhandahålla publiceringsprogram för internetbaserat material från nyhetsföretag. 1999 köpte Compaq Zip2 för 307 miljoner dollar och aktier till ett värde av 34 miljoner dollar. Musk ägde vid tidpunkten 7 procent och tillsammans med sin bror Kimbal ungefär 12 procent av aktierna i Zip2.
I mars 1999 grundade Musk tillsammans med partners X.com vilket var ett företag som tillhandahöll betalningslösningar via internet. Ett år senare köpte X.com Confinity, vilket var ett bolag skapat för att skicka pengar mellan Palm Pilots. Företaget fokuserade efter detta enbart på transaktioner via e-post genom domänen Paypal som var en del av köpet av Confinity. Februari 2001 bytte X.com namn till Paypal. Oktober 2002 köptes Paypal upp av Ebay för Ebayaktier värda 1,5 miljarder dollar. Vid tiden för köpet var Musk företagets största enskilda aktieägare med 11,7 % av Paypals aktier, detta till värde av 165 miljoner dollar. År 2017 köpte Musk tillbaka domännamnet X.com från PayPal för ett okänt belopp. 
I juni 2002 grundade Musk sitt tredje företag, Space Exploration Technologies (SpaceX), i vilket han är VD och teknisk direktör. Utöver detta är Musk även styrelsemedlem i SolarCity och var med och utvecklade transportmetoden Hyperloop.
Elon Musk har sagt att artificiell intelligens (AI) är potentiellt farligare än kärnvapen.
År 2017 vann Musk priset Oslo Business for Peace Award.
Musk lade ett bud på Twitter, Inc för 44 miljarder dollar år 2022, men drog tillbaka sitt bud. Detta ledde till att Twitter stämde Musk. Den 27 oktober 2022 slutfördes emellertid Musks köp av Twitter. I juli 2023 valde Musk att byta namn på Twitter till X.
Musks förmögenhet uppskattades 2015 till cirka 13,2 miljarder amerikanska dollar. Den 17 november 2020 meddelades att Elon Musk och Tesla är med i aktieindexet S&P 500. År 2021 blev Elon Musk världens rikaste person, med en förmögenhet som beräknades vara 185 miljarder amerikanska dollar.

## Politiska åsikter
Musks åsikter har beskrivits som högerorienterade och konservativa[när?]. Tidigare ansågs han vara relativt opolitisk och moderat, men han har sedan skiftat åt höger och blivit mer uttalat politisk, särskilt sedan han förvärvade Twitter 2022. Musk har uttryckt åsikter som har gjort honom till en polariserande figur. Han har kritiserats för att ha gjort ovetenskapliga och vilseledande uttalanden, inklusive desinformation om covid-19 och högerpopulistiska konspirationsteorier. I det amerikanska presidentvalet 2024 stödde han Donald Trump, och ytterhögerkrafter runtom i världen. Inför det tyska valet har han uttalat stöd för Alternativ för Tyskland, ett parti med kopplingar till nynazism. Musk gjorde även en hälsning som kan tolkas som en nazihälsning vid Donald Trumps invigning 2025.
I början av 2010-talet beskrev Musk sig själv som "hälften demokrat, hälften republikan", och: "Jag är någonstans i mitten, socialt liberal och skattemässigt konservativ." Han uttalade 2013 sin beundran för den tidigare brittiska premiärministern Margaret Thatcher; "Jag har alltid beundrat Margaret Thatcher – hon var tuff, men klok och rättvis." Vidare har han sagt: "Hon var långt ifrån perfekt, men hennes handlingar var på det hela taget bra." I presidentvalet 2016 röstade han på Hillary Clinton och 2020 på Joe Biden. 
Från och med slutet av 2010-talet har Musks politiska bidrag skiftat till att nästan helt stödja republikaner. 2022 sa Musk att han "inte längre kunde stödja" demokraterna eftersom de är ett "parti av splittring och hat". I juni 2024 grundade Musk, tillsammans med bland andra Peter Thiel, The America PAC, en kampanjorganisation som stöder Donald Trump. Efter Trumps seger i presidentvalet 2024 utsåg han Musk till chef för en nyinrättad effektiviseringsorganisation, kallad Department of Government Efficiency, vars uppgift är att granska regeringens ekonomi för att sänka kostnader och effektivisera de federala myndigheterna.
Organisationen IRCT (Internationella rådet för rehabilitering av offer för tortyr), har påtalat negativa konsekvenserna för tortyroffer på grund av USA:s hårda besparingar i början av 2025.
Musk har sagt att den amerikanska regeringen inte borde ge subventioner till företag.[när?] I februari 2021 föreslog han införandet av en koldioxidskatt.

### Åsikter om USA
Elon Musk är en självutnämnd amerikansk exceptionalist. Han beskriver sig själv som "nauseatingly pro-American" ("kväljande proamerikansk"). Enligt Musk är USA "tveklöst det bästa landet som någonsin har funnits på jorden" och beskriver det som "den största kraft för det goda av något land som någonsin har varit". Musk anser att det "inte skulle vara demokrati i världen om inte vore för Förenta staterna"; argumenterar för "tre olika tillfällen under 1900-talet där demokratin skulle ha fallit med första världskriget, andra världskriget och det kalla kriget, om det inte varit för USA".

### Åsikter om Wikipedia
Elon Musk har uppmanat sina följare att inte donera till Wikipedia, som han i december 2024 benämnde "Wokepedia". Han har sagt att Wikipedia inte är neutralt eftersom de använder traditionella medier som godtagbara källor.

## Privatliv

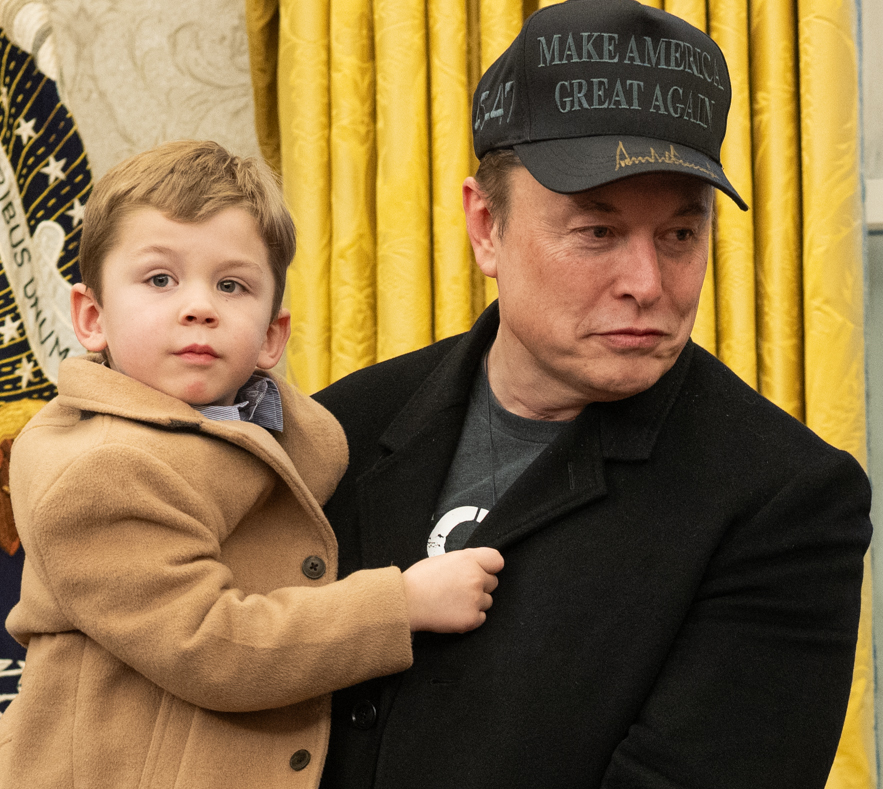
Elon Musk och sonen X Æ A-Xii i Ovala rummet 2025.

Elon Musk har varit gift tre gånger. Han har 12 barn, varav ett dog som spädbarn.
År 2000 gifte Musk sig med den kanadensiska författaren Justine Wilson. Paret fick en son som dog i plötslig spädbarnsdöd. Med hjälp av provrörsbefruktning fick de sedan tvillingar år 2004 och trillingar år 2006. Paret separerade 2008. År 2022 bytte en av tvillingarna officiellt sitt namn för att spegla sin könsidentitet som transkvinna. Hon började även använda Wilson som efternamn eftersom hon inte längre ville förknippas med Musk. Hon har även beskrivit hur Musk trakasserat henne som barn samt beskrivit henne som "död" för honom. Musk skyllde konflikten med sin dotter på vad Financial Times beskrev som "nymarxisters förmodade övertagande av elitskolor och universitet."
År 2010 gifte han om sig med skådespelaren Talulah Riley. De skilde sig 2012, gifte om sig 2013 och skilde sig igen år 2016.
Mellan 2018 och 2022 hade han ett förhållande med musikern Claire Boucher, mer känd under artistnamnet Grimes. I maj 2020 föddes parets första son. I november 2021 fick Musk tvillingar via IVF med sin kollega Shivon Zilis. Tvillingarna föddes några veckor innan Musk fick sitt andra barn med Grimes via surrogat. I juni 2022 föddes Musks och Grimes tredje barn, även det via surrogat. År 2024 föddes Musks och Zilis tredje gemensamma barn, tillika Musks tolfte barn, via surrogat.
Musk berättade att han har Aspergers syndrom när han medverkade i Saturday Night Live i maj 2021.